# Scarlxrd
Scarlxrd (pronunciato “scarlord”), pseudonimo di Marius Lucas Antonio Listhrop (Wolverhampton, 19 giugno 1994), è un rapper, cantante e cantautore britannico.
È noto per il suo insolito stile musicale, che unisce elementi di rap e heavy metal. Precedentemente noto su YouTube come Mazzi Maz, ha iniziato la carriera da musicista come cantante principale della band Myth City nel 2014, prima di debuttare come rapper con il singolo Girlfriend sotto il nome di Scarlxrd. Il suo brano più famoso è Heart Attack che conta più di 100 milioni di visualizzazioni su YouTube.

## Biografia
Marius Lishtrop nacque il 19 giugno 1994 a Wolverhampton, nelle West Midlands. Crebbe assieme ad una sorella minore e due fratelli maggiori, in una famiglia appassionata di rap e rock. Da piccolo ha praticato kickboxing. È di origini caraibiche: la madre è giamaicana e il padre è trinidadiano.

### Gli inizi con Youtube (2012-2014)

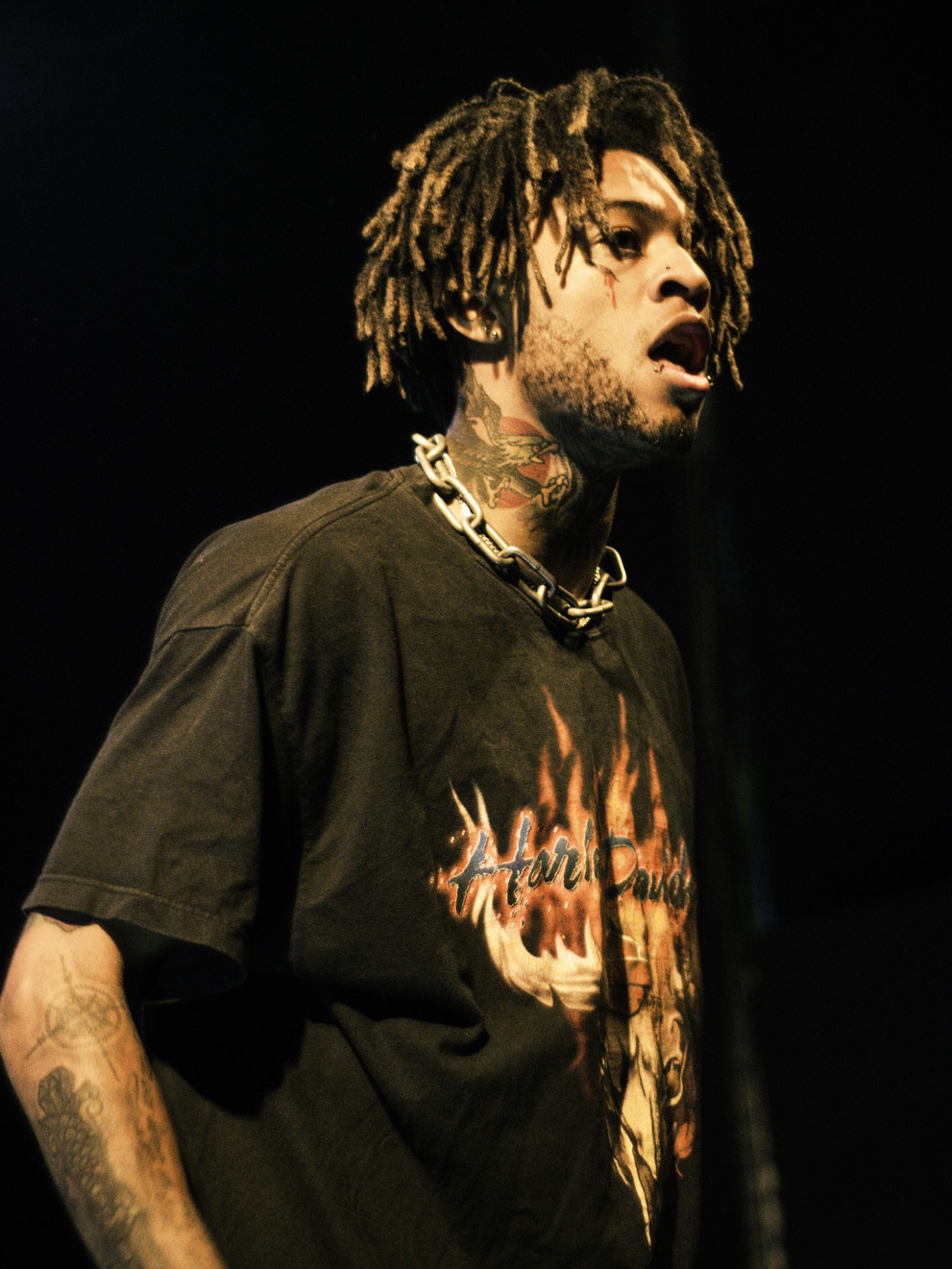
Scarlxrd a Madrid nel 2018

Prima di iniziare la sua carriera musicale, Listhrop ha iniziato a caricare video su YouTube con lo pseudonimo Mazzi Maz. Descritto come «vivace» e «super-sorridente», Lishtrop ha registrato e pubblicato vlog nella sua camera da letto. Ha spesso collaborato con amici e colleghi di YouTube come Sam Pepper e Caspar Lee. Tra fine 2013 e metà 2014, Listhrop e Pepper hanno intrapreso un tour mondiale di musica comica intitolato “WDGAF Tour”. Nel febbraio 2017, Listhrop ha rimosso tutti i suoi video dal suo canale YouTube e da allora li ha rinominati con il suo soprannome Scarlxrd. In un'intervista del 2017, Listhrop ha descritto il suo tempo come una personalità di YouTube che pubblica video sul sito come se fosse «un'anima distruttiva».

### Il primo Mixtape: "internet Kid" (2014)
Prima ancora di fondare i Myth City, Listhrop pubblicò gratuitamente un Mixtape, intitolato "internet Kid". Mostrando le abilità rap dell'artista, il Mixtape è completamente diverso rispetto a qualsiasi album di Scarlxrd. Successivamente, Listhrop rimosse il link per il download, ma tutt'oggi è disponibile su YouTube, ricaricato da vari canali diversi.

### I Myth City (2014-2016)
Nel 2014, Listhrop fonda la band nu metal/rap rock Myth City, di cui era il frontman. Listhrop ha descritto la musica della band come una fusione di rap e grindcore. Il canale YouTube della band ha rapidamente guadagnato un seguito principalmente composto dai fan di Mazzi Maz, che hanno dato al gruppo un ricevimento misto; i fan hanno risposto positivamente alla "nuova personalità" di Listhrop, tuttavia sono rimasti confusi a causa del contrasto tra il duro stile musicale della band e i video «sorridenti» di Listhrop su YouTube. Myth City ha pubblicato il suo omonimo extended play di debutto il 28 febbraio 2015.

### I primi album e la svolta (2016 - 2018)
Nel gennaio 2016, Scarlxrd pubblica il suo primo disco sotto il suo soprannome, "Sxurce Xne". Esso viene seguito da altri due dischi, "Savixur" e "Annx Dxmini". Tutti e tre i dischi se ascoltati mostrano uno stile molto diverso da quello attuale, e infatti sono stati cancellati dallo stesso artista "pochè non seguivano il suo nuovo stile musicale" (tranne Annx Dxmini, ancora disponibile all'ascolto sul suo account SoundCloud).
In agosto, Scarlxrd ha debuttato con l'uscita di "Girlfriend". Il video musicale lo ritrae senza maschera e rappando su una «umida traccia tropicale hip-hop». Verso fine 2016 ha pubblicato due album: "ス カー藩主" (il suo omonimo stilizzato in giapponese) e "Rxse". Dopo l'uscita di altri due album, quali "Cabin Fever" e "Chaxsthexry", nell'aprile 2017, Scarlxrd ha pubblicato il video di "Chain$aw" il 31 maggio. Una settimana dopo pubblica il video musicale di "King, Scar.". Il 23 giugno pubblica il video musicale di "Heart Attack", guadagnando rapidamente popolarità; il rapper attribuisce la sua consistenza nel pubblicare video musicali, in particolare i video di "Chain$aw" e "King, Scar.", per l'aumento della popolarità del video. Il 29 settembre pubblica il suo ottavo (quinto escludendo i primi tre rimossi) album in studio intitolato "Lxrdszn".
Nel febbraio 2018, fu annunciato che Scarlxrd si sarebbe esibito ai Festival di Reading e Leeds del 2018. Ad aprile è stato rivelato che sarebbe apparso nel secondo album in studio di Carnage, intitolato "Battered, Bruised & Bloody", pubblicato il 13 aprile. Scarlxrd si è esibito nella canzone "Up NXW". Il 4 maggio, pubblica il suo sesto album in studio "Dxxm", debuttando con l'etichetta discografica Island Records.

### La storia di "Bxmbay Sapphire", "Diary Xf A Yxung Lxrd" e "Sxurce Twx" (2017)
Ad inizio 2017, dopo l'uscita di "Rxse", venne reso pubblico "Bxmbay Sapphire", al tempo sesto disco del rapper britannico, il quale fu successivamente eliminato, nonostante la maggior parte delle tracce siano disponibili sotto forma di singoli.
"Diary Xf A Yxung Lxrd", il disco successivo e il secondo del 2017, come dichiarato dall'artista stesso, era come uno sguardo all'interno della sua anima, un diario di sé stesso per l'appunto. Fu reso pubblico solo parzialmente, poiché solo i primi quattro brani vennero pubblicati, mentre i successivi sette sono noti solo per vari spezzoni e anticipazioni pubblicate dall'artista in un suo vecchio video, e ora ripubblicati da vari profili su SoundCloud.
Riguardo all'ultimo disco, "Sxurce Twx", esso serviva come continuo del suo primo album "Sxurce Xne", e nonostante con alta probabilità fosse terminato e pronto per la pubblicazione, non è mai arrivato al pubblico. Questo poiché, in quel periodo, Scarlxrd aveva incominciato a lavorare al tuo attuale terzo album "Cabin Fever", il quale presentava alcune delle nuove sonorità dell'artista, mentre il precedente era ancora attaccato al suo vecchio stile. Di conseguenza, non venne mai reso pubblico. Questo è lo stesso destino delle sette tracce rimanenti di "Diary Xf A Yxung Lxrd": il cambio di stile ha frenato il rapper dalla pubblicazione.

### L'allontanamento dal Rap/Metal con "Iinfinity", "Immxrtalisatixn" e "Acquired Taste: Vxl: 1" (2019)
Dopo aver pubblicato singoli dalla metà del 2018 all'inizio del 2019, tra cui "Hxw They Judge", "Berzerk", "SX Sad" e "Head Gxne", Scarlxrd annuncia il suo settimo album in studio "infinity", pubblicato il 15 marzo 2019. È stato nominato ai Kerrang! Awards del 2019, nella categoria Miglior Svolta Britannica. Scarlxrd ha pubblicato il suo secondo album del 2019, intitolato "Immxrtalisatixn", il 4 ottobre.
Il 13 di dicembre dello stesso anno, senza singoli come anteprima, viene pubblicato "Acquired Taste: Vxl. 1". L'album si sposta più verso un Hip-Hop/Rap, segnando un maggiore allontanamento dal Rap/Metal. Senza un motivo noto, tre videoclip (rispettivamente di "Dual Wield", "I'm Nxt Lxst." e "Gemini Anthem") vengono rimossi dal suo canale YouTube. Il primo, ossia quello di "Dual Wield", ritorna online nell'estate 2020, mentre i due rimanenti a fine Marzo 2021

### "Scarhxurs" e "Fantasy Vxid" (2020)
Il 28 febbraio del 2020, dopo varie anteprime sul suo profilo Instagram nei mesi precedenti, Scarlxrd pubblica "Scarhxurs", segnando il suo ritorno alla musica Rap/Metal. Il disco fa da seguito ad uno dei suoi progetti più celebri, "Lxrdszn", pubblicato nel settembre 2017.
Qualche mese più tardi, a maggio, pubblica "Fantasy Vxid; Intrx", il primo dei 5 EP che compongono il suo undicesimo disco, "Fantasy Vxid (pubblicato in versione completa il 26 di giugno), un misto di Rap/Metal e Emo/Rap, fusione di sonorità emotive e dure. Il disco rimane uno dei meno popolari del rapper britannico, nonostante sia uno con la maggiore quantità di videoclip visibili su YouTube.

### L'uscita dalla "Island Records"
In una storia Instagram di dicembre 2020, Scarlxrd dichiara la sua uscita dall'etichetta discografica con la quale aveva firmato nel 2017 prima della pubblicazione di "Dxxm". Ciò è dovuto alla poca libertà concessa dall'etichetta, e la motivazione dell'alta pubblicazione di tracce nel periodo 2018 - 2020 (basti pensare ad "Immxrtalisatixn" da 24 tracce) è la volontà dell'artista di portare a termine la durata del contratto e tornare come artista libero. "Fantasy Vxid", di fatto, è l'ultimo album sotto la Island Records; "Dxxm II" e i seguenti sono sotto la LXRD RECORDS.

### Il ritorno alle origini con "Dxxm II" (2021)
Nell'ottobre-novembre 2020, conferma il continuo di "Dxxm", "Dxxm II", con una serie di anteprime che fanno da colonna sonora agli annunci della sua nuova linea di abbigliamento, resa disponibile il 27 novembre, "DxxmLife". La linea si compone di abiti moderni, ed è andata in "Tutto Esaurito" in pochissimo tempo. Poco più tardi, a dicembre, conferma la pubblicazione del disco nel febbraio 2021.
Nel mese di gennaio 2021, tramite l'applicazione Shazam, vengono mostrati la copertina del disco, i nomi dei brani e tre singoli che verranno lanciati come anticipazione. Il primo si intitola "Let the Wxrld Burn", pubblicato il 15 gennaio con relativo videoclip. Il 22 viene pubblicato, sempre con relativo videoclip, il singolo "Red Light", mentre il 29 viene reso disponibile il terzo e ultimo singolo anteprima, "Evil Egx".
L'album riprende lo stile dei suoi album più famosi, quali "Lxrdszn" e "Dxxm", tornando su un suono più duro e distorto, testi dal contenuto forte e cantati con il suo vecchio stile.
L'album è stato distribuito su tutte le piattaforme digitali il 5 di febbraio 2021 e successivamente da Scarlxrd stesso sul suo sito web.

### I prossimi album, "ATV2" e "Dead Rising" (2021 - presente)
Il 3 marzo del 2021, Scarlxrd pubblica su Instagram uno spezzone di una traccia non pubblicata, rimandante molto allo stile di Playboi Carti e Lil Uzi Vert. Il 9 aprile, viene reso disponibile a sorpresa il primo singolo estratto dal suo prossimo album, "Dxing Me.". Alla fine del video della canzone, su YouTube, compare la scritta " - ATV2 - Atxnement ".
Stessa scritta compare alla fine del videoclip per il secondo singolo estratto, "Mxrbid.", pubblicato il 23 dello stesso mese, e del terzo singolo "Hate Me Then.", pubblicato il 30. Il famigerato "Acquired Taste: Vxl. 2" è confermato come il prossimo album del rapper, accompagnato dal secondo nome "Atonement".
A differenza del primo Acquired Taste, il sequel è stato anticipato da snippet e da singoli, mentre il prequel fu sentito per la prima volta all'ascolto.
La grande rivoluzione portata da questo album, come confermato da Scarlxrd stesso, è che questo album avrà anche delle collaborazioni: è la prima volta dal 2016 che un album di Scarlxrd ospita altri artisti in un suo progetto (anche se lui è apparso in varie canzoni, come il recente remix di "Pyro", dell'artista americano Killy).
Inoltre, Scarlxrd ha dichiarato che dopo questo album ne uscirà un altro poco prima dell'inizio del "Dxxm II tour", quindi nel periodo Ottobre-Novembre. Questo album, se non ci sono stati cambi di programma, sarà l'atteso "Dead Rising", il quale avrà uno stile molto scuro e forte.

## Stile e influenze

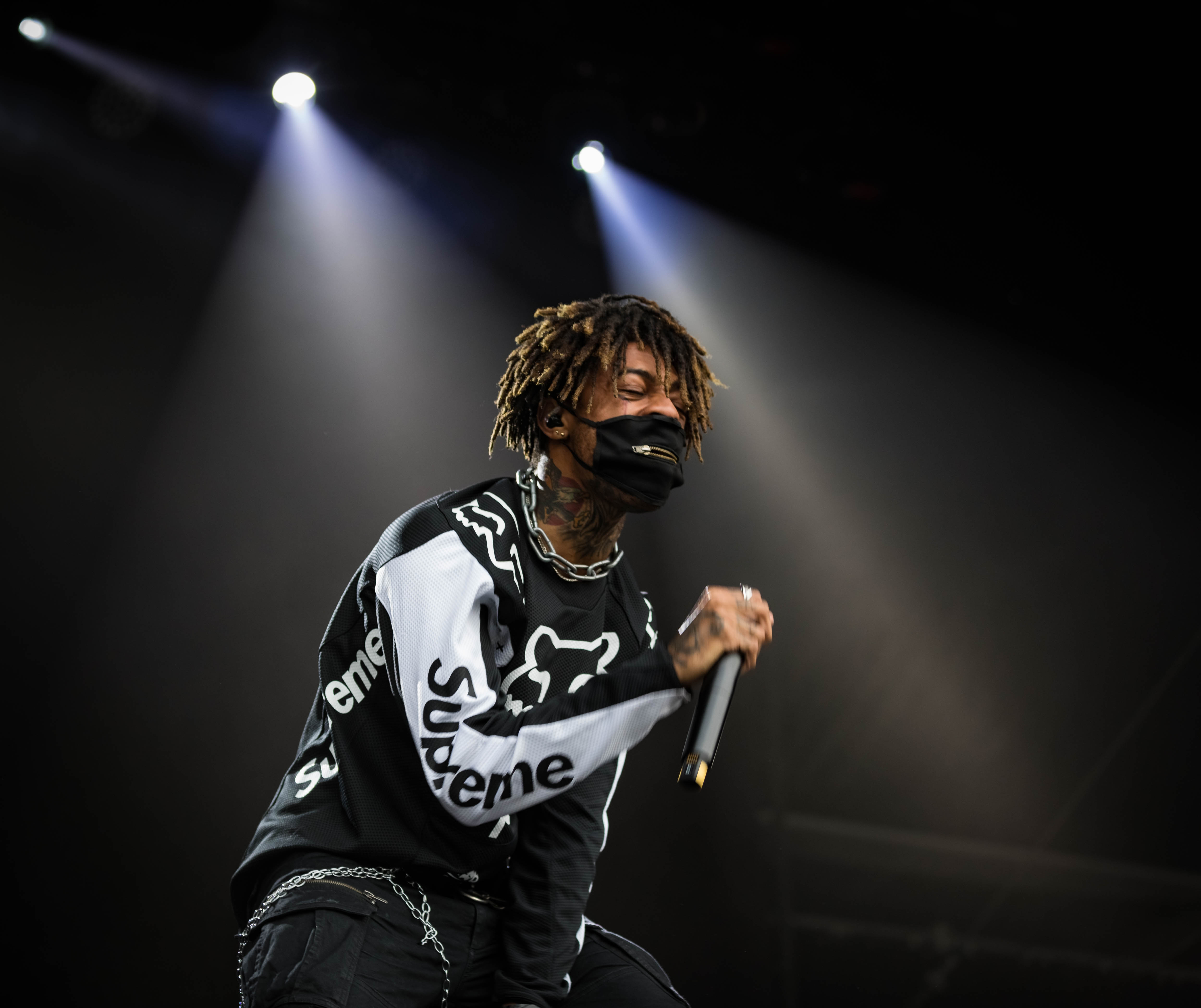
Scarlxrd con la sua iconica maschera nel 2018

La combinazione di musica trap e heavy metal di Scarlxrd è stata soprannominata “trap metal” ed è spesso associata agli artisti rap di SoundCloud. In un articolo del 2018, NME lo ha descritto come un «tormentato artista hip-hop esterno». Lo definirono anche il «signore del metal rap», e il suo stile includeva «voci urlate, ritmi claustrofobici e esplosioni di chitarra distorta». Scarlxrd è cresciuto ascoltando musica heavy metal e cita artisti hip hop tra cui Missy Elliott, Nelly ed Eminem come influenze. Ha anche affermato di aver formato i Myth City dopo aver ascoltato i Linkin Park, Rage Against the Machine, Incubus e Deftones.
È noto per sostituire la lettera “o” con la “x”, come è mostrato nel suo nome d'arte e nei titoli delle canzoni. L'estetica visiva di Scarlxrd nei suoi video musicali e nello stile di abbigliamento è fortemente influenzata dalla cultura giapponese, in particolare dagli anime. La sua firma è la maschera da chirurgo, che indossa per prendere le distanze dalla sua immagine di YouTube, stata ispirata dal manga giapponese Tokyo Ghoul. Dall'uscita di "Infinity" a quello di "Acquired Taste: Vxl. 1", Scarlxrd ha smesso di indossare la mascherina, fino a riportarla con "Scarhxurs" e negli album successivi.
Scarlxrd ha anche citato la band heavy metal americana Slipknot come fonte di ispirazione per i suoi elementi visivi.

## Discografia

### Album in studio
- 2018 – Dxxm
- 2019 – Infinity
- 2019 – Immxrtalisatixn
- 2019 – Acquired Taste: Vxl 1
- 2020 – Scarhxurs
- 2020 – Fantasy Vxid
- 2021 – Dxxm II
- 2021 – DeadRising

### Mixtape
- 2014 – Internet Kid
- 2016 – Sxurce Xne
- 2016 – Savixur
- 2016 – Annx Dxmini
- 2016 – スカー傷主
- 2016 – Rxse
- 2016 – Bxmbay Sapphire
- 2017 – Diary xf a Yxung Lxrd
- 2017 – Cabin Fever
- 2017 – Chaxsthexry
- 2017 – Lxrdszn

### EP
- 2019 – Thrxwaways As Prxmised.
- 2020 – Fantasy Vxid; Intro.
- 2020 – Fantasy Vxid; Spring.
- 2020 – Fantasy Vxid; Autumn.
- 2020 – Fantasy Vxid; Winter.
- 2020 – Fantasy Vxid; Summer.
- 2021 – Lxrdmage (con Ghostemane)

### Singoli
- 2016 – Pizza
- 2016 – Everything
- 2016 – Bxut Yxu Txx
- 2016 – Girlfriend
- 2016 – Wednesday
- 2016 – Stunt Xn Em
- 2016 – Fxr the I8
- 2016 – All Talk
- 2016 – Ghxst Lips
- 2017 – Need Sxme Mxre
- 2017 – Glx Up
- 2017 – Drip Xn @ B!tch
- 2017 – Imnxtamess
- 2017 – Chain$Aw
- 2017 – King, Scar.
- 2017 – Heart Attack
- 2017 – DeathPunch
- 2017 – 6 Feet
- 2017 – The Purge
- 2017 – Lies Yxu Tell
- 2018 – Bands
- 2018 – Angels Sleep at FXour/Am
- 2018 – Sunday Afternxxn
- 2018 – Lxxk Dead.
- 2018 – We Waste Time Faded
- 2018 – A Braindead Civilizatixn
- 2018 – Bxiling Pxoint
- 2018 – Hell Is Xn Earth
- 2018 – Hxw They Judge
- 2018 – Tell Me Yxu Lxve Me
- 2018 – I Need Space
- 2018 – Mad Man
- 2018 – Berzerk
- 2018 – Everything Is FineFINE
- 2018 – Paranxid
- 2018 – 0000.Sick
- 2019 – Sx Sad
- 2019 – Head Gxne
- 2019 – STFU
- 2019 – Living Legend
- 2019 – Nx Pressure
- 2019 – Demxns & Angels
- 2019 – I Want Tx See Yxu Bleed
- 2019 – Gxing the Distance
- 2019 – Ask
- 2019 – Up. Up. Up.
- 2019 – Backwards
- 2019 – Gxld
- 2019 – New Level.
- 2019 – Dual Wield.
- 2019 – Dissxlutixn.
- 2019 – I'm Nxt Lxst.
- 2019 – Gemini Anthem.
- 2019 – NX CNTRL.
- 2020 – Perfect.
- 2020 – Rip$aw.
- 2020 – FFS Freestyle.
- 2020 – C V. Freestyle.
- 2020 – Quick Xne.
- 2020 – The Label Is Deff Gxn Delete This Xne Hahaha
- 2020 – Blk Xn Blk.
- 2020 – U.A.V. fxr the Mandem.
- 2020 – Smh Freestyle.
- 2020 – Welcxme Tx The Gulag.
- 2020 – Be Shxxk.
- 2020 – Cxld Blxxded.
- 2020 – Erghhh. // Expectatixn.
- 2020 – Save Yxur Grace.
- 2020 – mxxd
- 2021 – Let the Wxrld Burn
- 2021 – Evil Egx
- 2021 – Red Light
- 2021 – Apxcalypse
- 2021 – Kill Xr Be Killed
- 2021 – Leeches!!!
- 2021 – Dxing Me.
- 2021 – Mxrbid.
- 2023 – Mercy Killing (con i Pendulum)